# Gollum

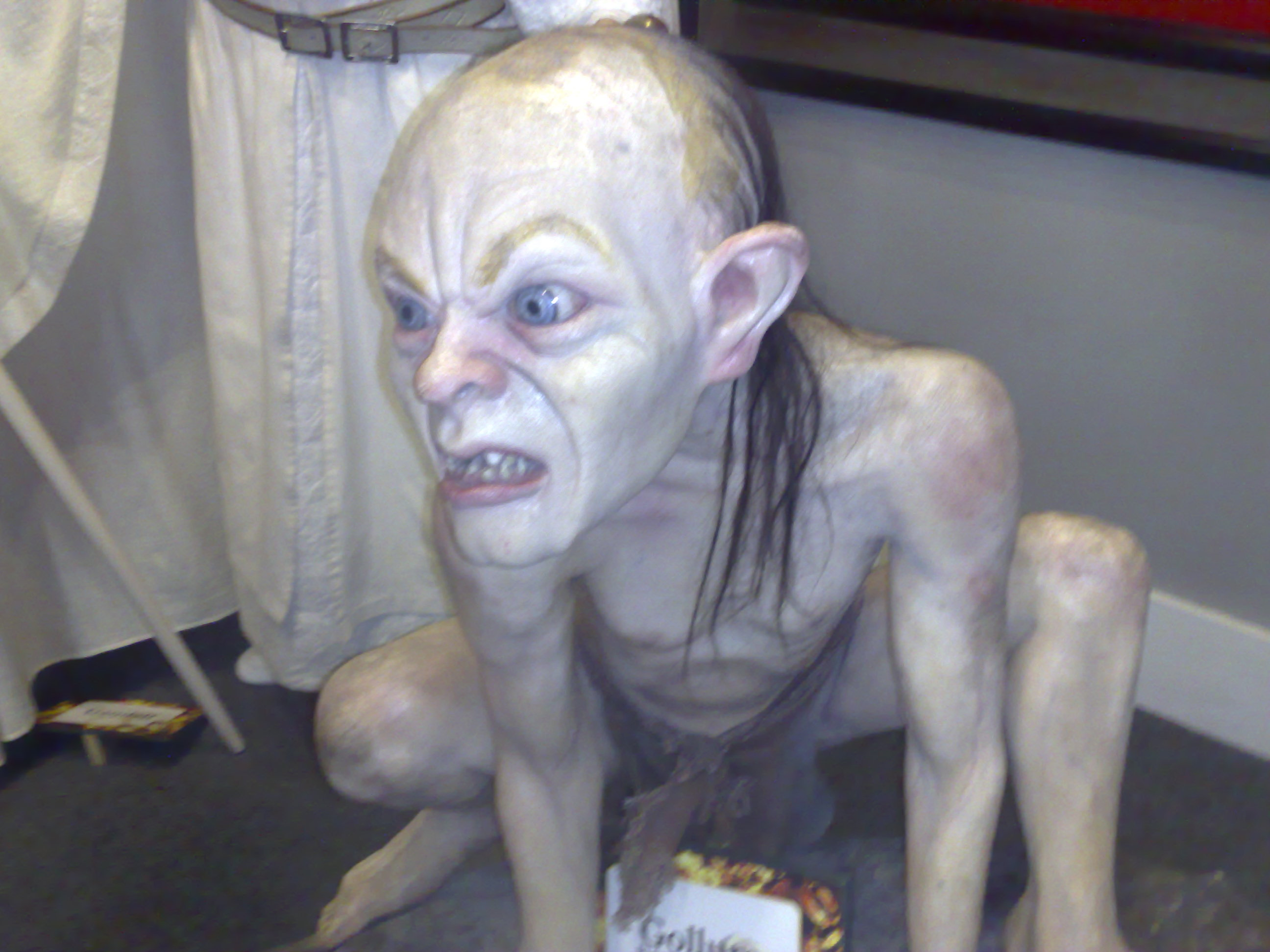
En vaxstaty som föreställer Gollum, så som han skildras i Peter Jacksons filmatiseringar.

Gollum eller Sméagol (som han egentligen heter) är en varelse i J.R.R. Tolkiens fiktiva värld Midgård. Gollum dök först upp i Tolkiens bok Bilbo – En hobbits äventyr från 1937 och senare i Sagan om ringen, skriven 1954–1955. I Peter Jacksons filmtrilogi om Härskarringen gjordes Gollums röst och rörelser av Andy Serkis. I Svenska radioteaterns uppsättning av Sagan om ringen spelas han av Rolf Skoglund.

## Biografi, som det berättas i böckerna
Gollum eller Sméagol som var hans riktiga namn, föddes år 2430 (tredje åldern) och dog den 25 mars 3019, därför att hans liv förlängts av Den enda ringen. Från början var han en hob som levde vid Ljusa slätterna. Sméagols kusin Déagol hittade först Saurons härskarring i floden Anduin när han var ute och fiskade vid Glitterfälten där Isildur tidigare förlorat ringen efter att ha blivit skjuten av orcher. Sméagols största passion var att leta i jorden efter bortglömda hemligheter och rötter, och medan Déagol fiskade bökade Sméagol i strandkanten. (I filmversionen av Sagan om ringen har detta dock förändrats så att de båda fiskar.) Sméagol blev omedelbart förförd av ringen och när Déagol vägrade ge den till honom blev han rasande, mördade honom och stal därefter ringen. De andra medlemmarna i hans familj, under ledning av överhuvudet - familjens matriark - förvisade honom p.g.a. stölder och tjuvlyssnande på hemligheter som han med ringens osynlighetsegenskaper gjort sig skyldig till. De gav honom öknamnet "Gollum" (grymtaren), på grund av hans läten.
Han tog sin tillflykt till Dimmiga bergen där han levde ensam i en grotta under en lång tid med ringen som sitt enda sällskap. På grund av den ondska som huserar i Ringen blev Sméagol så småningom galen och vanställd, och den gav honom också en livslängd på över 500 år. I sin ensamhet började han prata med sig själv och utvecklade en ond och en god personlighet där Gollum var den onde, sluge och ofta påtryckande sidan emedan Sméagol var den vänligare och mer undertryckta sidan.
Efter omkring 500 år i grottan, övergavs Gollum av ringen då den uppfattade den mörka makt som Sauron återigen börjat bygga upp i Mordor. Men ringen blev upphittad av Bilbo Bagger/Secker/Baggins, som tog den med sig till Fylke när han var på väg mot Ensamma berget. Bilbo hade dock gått vilse inne i berget och de övriga i hans sällskap fortsatte utan honom. Han var således ensam när han mötte Gollum i berget.
Gollum hittades och torterades av uruk-hai-orcher. Han släpptes fri och följde efter ringens brödraskap och förföljde Sam och Frodo när brödraskapet splittrats. I ett försök att stjäla ringen tillfångatogs han av Frodo och Sam. Av dem fick han i uppgift att visa dem vägen till Mordor. Han var dock fortfarande besatt av ringen och försökte stjäla den flera gånger. Han märkte att Frodo började bli besatt av ringen, men att Sam var misstänksam mot honom. Han lyckas spela ut Frodo mot Sam varvid han leder in Frodo i en grotta med en jättespindel. Frodo klarar sig dock ut ur grottan och Gollum störtar ner för ett stup när han ånyo försöker stjäla ringen. Gollum överlever dock och kommer ifatt Frodo och Sam vid Domedagsberget där de är för att kasta ringen i elden. I kampen biter han av Frodos pekfinger men faller därefter ned i elden med ringen och dör.